# Festival Internacional de Cine de Berlín de 2024
La 74.ª edición del Festival Internacional de Cine de Berlín se llevó a cabo entre el 15 y el 25 de febrero de 2024 en Berlín, Alemania. La actriz keniata-mexicana Lupita Nyong'o fue la presidenta del jurado en la competencia principal.
La película inaugural fue Small Things Like These del cineasta belga Tim Mielants.

## Controversias
Previo al inicio de la edición 74°, en 2024, la organización detrás del festival retiró las invitaciones a cinco políticos del partido de extrema derecha AfD en respuesta a demandas de cineastas alemanes que mostraron indignación por esa invitación. Asimismo, los directores del festival, Carlo Chatrian y Mariette Rissenbeeck, se solidarizaron con "todas las víctimas de la crisis humanitaria en Oriente Medio y otros lugares", mientras que trabajadores del festival firmaron una carta abierta solicitando una postura "coherente con las respuestas a los acontecimientos de los últimos años". Por otro lado, el director ghanés Ayo Tsalithaba retiró su película, Atmospheric Arrivals, del festival en señal de apoyo al colectivo Strike Germany.
Durante el festival, a consecuencia de la guerra Israel-Gaza, se realizaron distintas protestas en las que se demandó "un alto al fuego inmediato y permanente en Gaza", tanto en la alfombra roja como en los discursos de premiación.
En la entrega de premios el pasado 25 de febrero, el director de cine estadounidense Ben Russel, codirector del filme Direct Action, aprovechó su discurso por el premio a Mejor Película en la sección Encounters, calificó de genocidio lo que está ocurriendo en Gaza. Por otro lado, al recibir el premio a Mejor Documental por No Other Land, los realizadores Basel Adra y Yuval Abraham pidieron al gobierno alemán que cambiase su política hacia Israel y la Franja de Gaza. Abraham, que es israelí, mencionó que Cisjordania vive en situación de apartheid y aseguró haber recibido amenazas de muerte por su discurso. La ministra de Cultura alemana, Claudia Roth, dijo que estos discursos eran «alarmantemente parciales y se caracterizaron por un profundo odio hacia Israel», postura que fue respaldada por el canciller Olaf Scholz. Roth declaró que revisaría los incidentes con el alcalde de Berlín, Kai Wegner.
El 26 de febrero, los organizadores del festival compartieron un comunicado de prensa para declarar que, durante el día anterior, se compartieron imágenes con la iconografía del festival que «compartían mensajes antisemitas sobre la guerra en Medio Oriente» y que «no representan la postura del festival»; las imágenes fueron borradas y se inició una investigación. Asimismo, reiteraron los mensajes que sus organizadores compartieron al inicio del festival sobre el conflicto actual en Medio Oriente mientras reconocieron tanto las críticas por parte de medios y políticos alemanes a los discursos de ganadores, manteniendo que son «una plataforma para el diálogo abierto entre culturas y países», por lo que «se deben tolerar las opiniones y declaraciones que contradigan nuestras propias opiniones, siempre y cuando esas declaraciones no discriminen en contra de personas o grupos de personas de manera racista o discriminatoria». El documento cerró con «queremos intercambiar ideas con otras instituciones sociales y políticas sobre cómo mediar un discurso social sobre este tema extremadamente controvertido en Alemania con la inclusión de perspectivas internacionales, sin que las declaraciones personales se vean como antisemitas o antipalestinas».

## Jurado
| Nombre             | Profesión                                       | Categoría         |
| ------------------ | ----------------------------------------------- | ----------------- |
| Lupita Nyong'o     | actriz keniata-mexicana (presidente del jurado) | Selección oficial |
| Brady Corbet       | cineasta y actor estadounidense                 | Selección oficial |
| Ann Hui            | cineasta y actriz chino-hongkonesa              | Selección oficial |
| Christian Petzold, | cineasta alemán                                 | Selección oficial |
| Jasmine Trinca     | actriz y cineasta italiana                      | Selección oficial |
| Albert Serra       | cineasta español                                | Selección oficial |
| Oksana Zabuzhko    | novelista y poeta ucraniana                     | Selección oficial |
| Lisandro Alonso    | cineasta argentino                              | Encuentros        |
| Denis Côte         | cineasta canadiense                             | Encuentros        |
| Tizza Covi         | cineasta italiana                               | Encuentros        |
| Amjad Abu Alala    | cineasta sudanés                                | Generación        |
| Banafshe Hourmazdi | actriz irano-alemana                            | Generación        |
| Ira Sachs          | cineasta estadounidense                         | Generación        |

## Premios de la Selección Oficial
| Categoría                        | Película                | Dirección                        | País                 |
| -------------------------------- | ----------------------- | -------------------------------- | -------------------- |
| Oso de Oro                       | Dahomey                 | Mati Diop                        | Francia              |
| Gran premio del jurado           | A Traveler's Needs      | Hong Sang-soo                    | Corea del Sur        |
| Premio del jurado                | The Empire              | Bruno Dumont                     | Francia              |
| Mejor dirección                  | Pepe                    | Nelson Carlo De Los Santos Arias | República Dominicana |
| Mejor interpretación protagónica | A Different Man         | Sebastian Stan                   | Estados Unidos       |
| Mejor interpretación de reparto  | Small Things Like These | Emily Watson                     | Irlanda              |
| Mejor guoin                      | Sterben                 | Matthias Glasner                 | Alemania             |
| Contribución artística           | The Devil's Bath        | Veronika Franz, Severin Fiala    | Austria              |

## Selección oficial
Para la competición principal del Oso de Oro, fueron seleccionadas las siguientes películas:
| Título internacional                           | Título original                                | Director(es)                     | País de producción                                                     |
| ---------------------------------------------- | ---------------------------------------------- | -------------------------------- | ---------------------------------------------------------------------- |
| A Different Man                                | A Different Man                                | Aaron Schimberg                  | Estados Unidos                                                         |
| A Traveler's Needs                             | 여행자의 필요                                  | Hong Sang-soo                    | Corea del Sur                                                          |
| Another End                                    | Another End                                    | Piero Messina                    | Italia, Francia, Reino Unido                                           |
| Architecton                                    | Architecton                                    | Víktor Kosakovski                | Alemania, Francia, Estados Unidos                                      |
| Black Tea                                      | Black Tea                                      | Abderrahmane Sissako             | Francia, Mauritania, Taiwán, Luxemburgo, Costa de Marfil               |
| Dahomey                                        | Dahomey                                        | Mati Diop                        | Francia, Benín, Senegal                                                |
| Sterben                                        | Sterben                                        | Matthias Glasner                 | Alemania                                                               |
| From Hilde, with Love                          | In Liebe, Eure Hilde                           | Andreas Dresen                   | Alemania                                                               |
| Gloria!                                        | Gloria!                                        | Margherita Vicario               | Italia, Suiza                                                          |
| La cocina                                      | La cocina                                      | Alonso Ruizpalacios              | México, Estados Unidos                                                 |
| Langue étrangère                               | Fremdsprache                                   | Claire Burger                    | Francia, Alemania, Bélgica                                             |
| My Favourite Cake                              | کیک محبوب من                                   | Behtash Sanaeeha, Maryam Moqadam | Irán, Francia, Suecia, Alemania                                        |
| Pepe                                           | Pepe                                           | Nelson Carlo De Los Santos Arias | República Dominicana, Namibia, Alemania, Francia                       |
| Shambhala                                      | Shambhala                                      | Min Bahadur Bham                 | Nepal, Francia, Noruega, China, Turquía, Taiwán, Estados Unidos, Catar |
| Small Things Like These (película de apertura) | Small Things Like These (película de apertura) | Tim Mielants                     | Irlanda, Bélgica                                                       |
| Sons                                           | Vogter                                         | Gustav Möller                    | Dinamarca, Suecia                                                      |
| Suspended Time                                 | Hors du temps                                  | Olivier Assayas                  | Francia, Alemania                                                      |
| The Devil's Bath                               | Des Teufels Bad                                | Veronika Franz, Severin Fiala    | Austria, Alemania                                                      |
| The Empire                                     | L'Empire                                       | Bruno Dumont                     | Francia, Italia, Alemania, Bélgica, Portugal                           |
| Who Do I Belong To                             | ماء العين                                      | Meryam Joobeur                   | Túnez, Francia, Canadá, Noruega, Catar, Arabia Saudita                 |

### Gala Especial
También conocida como Berlinale Special, es un apartado que concentra una variada selección de películas, eventos y personas en la alfombra roja.
| Título internacional    | Título original    | Director(es)     | País de producción          |
| ----------------------- | ------------------ | ---------------- | --------------------------- |
| Cuckoo                  | Cuckoo             | Tilman Singer    | Alemania                    |
| Love Lies Bleeding      | Love Lies Bleeding | Rose Glass       | Estados Unidos, Reino Unido |
| The Roundup: Punishment | 범죄도시4          | Heo Myeong-haeng | Corea del Sur               |
| Seven Veils             | Seven Veils        | Atom Egoyan      | Canadá                      |
| Spaceman                | Spaceman           | Johan Renck      | Estados Unidos              |
| Treasure                | Treasure           | Julia von Heinz  | Alemania, Francia           |

### Encuentros
En esta sección, la intención del festival es fomentar "obras audaces".
| Título internacional                   | Título original                        | Director(es)                    | País de producción                       |
| -------------------------------------- | -------------------------------------- | ------------------------------- | ---------------------------------------- |
| A Family                               | Une Famille                            | Christine Angot                 | Francia                                  |
| Arcadia                                | Arcadia                                | Yorgos Zois                     | Grecia, Bulgaria, Estados Unidos         |
| Cidade; Campo                          | Cidade; Campo                          | Juliana Rojas                   | Brasil, Alemania, Reino Unido            |
| Demba                                  | Demba                                  | Mamadou Dia                     | Senegal, Alemania                        |
| Direct Action                          | Direct Action                          | Guillaume Cailleau, Ben Russell | Alemania, Francia                        |
| Favoriten                              | Favoriten                              | Ruth Beckermann                 | Austria                                  |
| Hands in the Fire                      | Mãos no Fogo                           | Margarida Gil                   | Portugal                                 |
| Ivo                                    | Ivo                                    | Eva Trobisch                    | Alemania                                 |
| Matt and Mara                          | Matt and Mara                          | Kazik Radwanski                 | Canadá                                   |
| Sleep with Your Eyes Open              | Dormir de Olhos Abertos                | Nele Wohlatz                    | Brasil, Argentina. Taiwán, Alemania      |
| Some Rain Must Fall                    | 空房间里的女人                         | Qiu Yang                        | China, Estados Unidos, Francia, Singapur |
| The Fable                              | The Fable                              | Raam Reddy                      | India, Estados Unidos                    |
| The Great Yawn of History              | Khamyazeye bozorg                      | Aliyar Rasti                    | Irán                                     |
| Through the Graves the Wind is Blowing | Through the Graves the Wind is Blowing | Travis Wilkerson                | Estados Unidos                           |
| You Burn Me                            | Tú me Abrasas                          | Matías Piñeiro                  | Argentina, España                        |

### Selección oficial (cortos)
| Título internacional                 | Título original                     | Director(es)                   | País de producción |
| ------------------------------------ | ----------------------------------- | ------------------------------ | ------------------ |
| An Odd Turn                          | Un movimiento extraño               | Francisco Lezama               | Argentina          |
| Baldilocks                           | Kaalkapje                           | Marthe Peters                  | Bélgica            |
| Bye-Bye, Turtle                      | Adieu tortue                        | Selin Öksüzoğlu                | Francia            |
| Circle                               | 서클                                | Joung Yumi                     | Corea del Sur      |
| City Museum / My Paradise            | Stadtmuseum / Moi Rai               | Boris Dewjatkin                | Alemania           |
| City of Poets                        | City of Poets                       | Sara Rajaei                    | Países Bajos       |
| Goodbye First Love                   | 经过                                | Shuli Huang                    | Estados Unidos     |
| Kawauso                              | カワウソ                            | Akihito Izuhara                | Japón              |
| Lick a Wound                         | Les animaux vont mieux              | Nathan Ghali                   | Francia            |
| Pacific Vein                         | Pacific Vein                        | Ulu Braun                      | Alemania           |
| Preoperational Model                 | Preoperational Model                | Philip Ullman                  | Países Bajos       |
| Remains of the Hot Day               | 热天午后                            | Wenqian Zhang                  | China              |
| Sojourn to Shangri-La                | 是日访古                            | Lin Yihan                      | China              |
| Tako Tsubo                           | Tako Tsubo                          | Fanny Sorgo, Eva Pedroza       | Austria, Alemania  |
| That’s All From Me                   | So viel von mir                     | Eva Könnemann                  | Alemania           |
| The Moon Also Rises                  | 月亮照常升起                        | Yuyan Wang                     | Francia            |
| Towards the Sun, Far From the Center | Al sol, lejos del centro            | Luciana Merino, Pascal Viveros | Chile              |
| Unwanted Kinship                     | Ungewollte Verwandtschaft           | Pavel Mozhar                   | Alemania           |
| Wandering Bird                       | Oiseau de passage                   | Victor Dupuis                  | Bélgica            |
| We Will Not Be the Last of Our Kind  | We Will Not Be the Last of Our Kind | Mili Pecherer                  | Francia            |

### Panorama
Las cintas seleccionadas muestran un cine explícitamente político.
| Título internacional            | Título original                | Director(es)                                                | País de producción                                          |
| ------------------------------- | ------------------------------ | ----------------------------------------------------------- | ----------------------------------------------------------- |
| Afterwar                        | Afterwar                       | Birgitte Stærmose                                           | Dinamarca, Kosovo, Suecia, Finlandia                        |
| All Shall Be Well               | 從今以後                       | Ray Yeung                                                   | China, Hong Kong                                            |
| Andrea Gets a Divorce           | Andrea lässt sich scheiden     | Josef Hader                                                 | Austria                                                     |
| Baldiga – Unlocked Heart        | Baldiga – Entsichertes Herz    | Markus Stein                                                | Alemania                                                    |
| Betânia                         | Betânia                        | Marcelo Botta                                               | Brasil                                                      |
| Between the Temples             | Between the Temples            | Nathan Silver                                               | Estados Unidos                                              |
| A Bit of a Stranger             | A Bit of a Stranger            | Svitlana Lishchynska                                        | Ucrania                                                     |
| Brief History of a Family       | 家庭简史                       | Lin Jianjie                                                 | China, Dinamarca                                            |
| Crossing                        | Crossing                       | Levan Akin                                                  | Suecia, Dinamarca, Francia, Turquía, Georgia                |
| Cu Li Never Cries               | Cu Li Không Bao Giờ Khóc       | Lân Phạm Ngọc                                               | Vietnam, Filipinas, Francia, Singapur, Noruega              |
| Diaries from Lebanon            | Diaries from Lebanon           | Myriam El Hajj                                              | Líbano, Francia, Catar, Arabia Saudita                      |
| Every You Every Me              | Alle die Du bist               | Michael Fetter Nathansky                                    | Alemania, España                                            |
| Faruk                           | Faruk                          | Aslı Özge                                                   | Alemania, Francia, Turquía                                  |
| I’m not Everything I Want to Be | Ještě nejsem, kým chci být     | Klára Tasovská                                              | Austria, República Checa, Eslovenia                         |
| I Saw the TV Glow               | I Saw the TV Glow              | Jane Schoenbrun                                             | Estados Unidos                                              |
| I Saw Three Black Lights        | Yo vi tres luces negrasi       | Santiago Lozano Álvarez                                     | Colombia, Francia, Alemania, México                         |
| Janet Planet                    | Janet Planet                   | Annie Baker                                                 | Estados Unidos                                              |
| Meanwhile on Earth              | Pendant ce temps sur Terre     | Jérémy Clapin                                               | Francia                                                     |
| Memories of a Burning Body      | Memorias de un cuerpo que arde | Antonella Sudasassi Furniss                                 | Costa Rica, España                                          |
| My New Friends                  | Les gens d’à côté              | André Téchiné                                               | Francia                                                     |
| My Stolen Planet                | Sayyareye dozdide shodeye man  | Farahnaz Sharifi                                            | Alemania, Irán                                              |
| No Other Land                   | No Other Land                  | Basel Adra, Hamdan Ballal, Yuval Abraham, Rachel Szor       | Palestina, Noruega                                          |
| The Outrun                      | The Outrun                     | Nora Fingscheidt                                            | Alemania, Reino Unido                                       |
| Paradises of Diane              | Les Paradis de Diane           | Carmen Jaquier and Jan Gassmann                             | Suiza                                                       |
| Rising Up at Night              | Tongo Saa                      | Nelson Makengo                                              | República del Congo, Bélgica, Alemania, Burkina Faso, Catar |
| Scorched Earth                  | Verbrannte Erde                | Thomas Arslan                                               | Alemania                                                    |
| Sex                             | Sex                            | Dag Johan Haugerud                                          | Noruega                                                     |
| Teaches of Peaches              | Teaches of Peaches             | Philipp Fussenegger, Judy Landkammer                        | Alemania                                                    |
| The Visitor                     | The Visitor                    | Bruce LaBruce                                               | Reino Unido                                                 |
| Which Way Africa?               | À quand l'Afrique?             | David-Pierre Fila                                           | República del Congo, Angola, Camerún                        |
| Zeit Verbrechen (episodes 1-4)  | Zeit Verbrechen (episodes 1-4) | Mariko Minoguchi, Jan Bonny, Helene Hegemann, Faraz Shariat | Alemania                                                    |

### Forum
Las películas de esta sección funcionan como reflexiones sobre el medio cinematográfico.
| Título internacional                                        | Título original                                                      | Director(es)                      | País de producción                              |
| ----------------------------------------------------------- | -------------------------------------------------------------------- | --------------------------------- | ----------------------------------------------- |
| The Adamant Girl                                            | Kottukkaali                                                          | PS Vinothraj                      | India                                           |
| All the Long Nights                                         | 夜明けのすべて                                                       | Shô Miyake                        | Japón                                           |
| The Cats of Gokogu Shrine                                   | The Cats of Gokogu Shrine                                            | Kazuhiro Soda                     | Japón                                           |
| The Editorial Office                                        | Redaktsiya                                                           | Roman Bondarchuk                  | Ucrania, Alemania, Eslovaquia, República Checa  |
| Exhuma                                                      | 파묘                                                                 | Jang Jae-hyun                     | Corea del Sur                                   |
| Henry Fonda for President                                   | Henry Fonda for President                                            | Alexander Horwath                 | Austria, Alemania                               |
| In the Belly of a Tiger                                     | In the Belly of a Tiger                                              | Siddartha Jatla                   | India, Estados Unidos, China, Indonesia, Taiwán |
| Maria's Silence                                             | Marijas klusums                                                      | Dāvis Sīmanis                     | Letonia, Lituania                               |
| Mother and Daughter                                         | Deda-Shvili                                                          | Lana Gogoberidze                  | Francia, Georgia                                |
| Reas                                                        | Reas                                                                 | Lola Arias                        | Argentina, Alemania, Suiza                      |
| Reproduction                                                | Reproduktion                                                         | Katharina Pethke                  | Alemania                                        |
| Republic                                                    | 共和国                                                               | Jin Jiang                         | China, Singapur                                 |
| Resonance Spiral                                            | Resonance Spiral                                                     | Marinho de Pina, Filipa César     | Portugal, Guinea-Bisáu, Alemania                |
| Sleeping with a Tiger                                       | Mit einem Tiger schlafen                                             | Anja Salomonowitz                 | Austria                                         |
| Traces of Movement before the Ice                           | Spuren von Bewegung vor dem Eis                                      | René Frölke                       | Alemania                                        |
| True Chronicles of the Blida Joinville Psychiatric Hospital | Chroniques fidèles dernier à l’hôpital psychiatrique Blida-Joinville | Abdenour Zahzah                   | Argelia, Francia                                |
| The Undergrowth                                             | La hojarasca                                                         | Macu Machín                       | España                                          |
| Well Ordered Nature                                         | Ihre ergebenste Fräulein                                             | Eva C. Heldmann                   | Alemania                                        |
| Forum Expandido                                             |                                                                      |                                   |                                                 |
| for here am i sitting in a tin can far above the world      | for here am i sitting in a tin can far above the world               | Gala Hernández López              | Francia                                         |
| Here We Are                                                 | Here We Are                                                          | Chanasorn Chaikitiporn            | Tailandia                                       |
| O Seeker                                                    | O Seeker                                                             | Gavati Wad                        | India, Estados Unidos                           |
| The Perfect Square                                          | The Perfect Square                                                   | Gernot Wieland                    | Bélgica, Alemania                               |
| Quebrante                                                   | Quebrante                                                            | Janaina Wagner                    | Brasil                                          |
| Room 404                                                    | Room 404                                                             | Elysa Wendi, Shing Lee            | China, Hong Kong, Polonia                       |
| Sarcophagus of Drunken Loves                                | Sarcophagus of Drunken Loves                                         | Joana Hadjithomas, Khalil Joreige | Francia, Líbano                                 |

### Generación
Las secciones Generación Kplus y Generación 14plus exploran el mundo de los niños y los adolescentes.
| Título internacional           | Título original                     | Director(es)                | País de producción                                        |
| Generación Kplus               | Generación Kplus                    | Generación Kplus            | Generación Kplus                                          |
| ------------------------------ | ----------------------------------- | --------------------------- | --------------------------------------------------------- |
| Aguacuario                     | Aguacuario                          | Jose Eduardo Castilla Ponce | México                                                    |
| Amplified                      | Sukoun                              | Dina Naser                  | Egipto, Jordania                                          |
| Butterfly                      | Papillon                            | Florence Miailhe            | Francia                                                   |
| Fox and Hare Save the Forest   | Fuchs und Hase retten den Wald      | Mascha Halberstad           | Bélgica, Luxemburgo, Países Bajos                         |
| It's Okay!                     | It's Okay!                          | Kim Hye-young               | Corea del Sur                                             |
| The Major Tones                | Los tonos mayores                   | Ingrid Pokropek             | Argentina, España                                         |
| Porcelain                      | Porzellan                           | Annika Birgel               | Alemania                                                  |
| Sheep                          | Goosfand                            | Hadi Babaeifar              | Irán                                                      |
| Sour Candy                     | Anaar Daana                         | Nishi Dugar                 | India                                                     |
| A Summer's End Poem            | 夏日句点                            | Lam Can-zhao                | China, MAlasia, Suiza                                     |
| Through Rocks and Clouds       | Raíz                                | Franco García Becerra       | Chile, Perú                                               |
| Uli                            | Uli                                 | Mariana Gil Ríos            | Colombia                                                  |
| Reinas                         | Reinas                              | Klaudia Reynicke            | Perú, Suiza                                               |
| Winners                        | Sieger sein                         | Soleen Yusef                | Alemania                                                  |
| Young Hearts                   | Young Hearts                        | Anthony Schatteman          | Bélgica, Países Bajos                                     |
| Yuck!                          | Beurk!                              | Loïc Espuche                | Francia                                                   |
| Generación 14plus              |                                     |                             |                                                           |
| A Bird Flew                    | Un pájaro voló                      | Leinad Pájaro de la Hoz     | Colombia, Cuba                                            |
| Cura sana                      | Cura sana                           | Lucía G. Romero             | España                                                    |
| Disco Afrika: A Malagasy Story | Disco Afrika: une histoire malgache | Luck Razanajaona            | Francia, Alemania, Madagascar, Mauricio, Catar, Sudáfrica |
| Elbow                          | Ellbogen                            | Aslı Özarslan               | Francia, Alemania, Truquía                                |
| Fin                            | Huling Palabas                      | Ryan Machado                | Filipinas                                                 |
| The Girl Who Lived in the Loo  | The Girl Who Lived in the Loo       | Subarna Dash                | India                                                     |
| The Great Phuket               | Xiao Ban Jie                        | Liu Yaonan                  | Bélgica, China, Francia, Alemania, Hong Kong              |
| Invincible Summer              | Un invincible été                   | Arnaud Dufeys               | Bélgica                                                   |
| Lapse                          | Lapso                               | Caroline Cavalcanti         | Brasil                                                    |
| Last Swim                      | Last Swim                           | Sasha Nathwani              | Reino Unido                                               |
| Maydegol                       | Maydegol                            | Sarvnaz Alambeigi           | Francia, Alemania, Irán                                   |
| Muna                           | Muna                                | Warda Mohamed               | Reino Unido                                               |
| My Summer with Irène           | Quell'estate con Irène              | Carlo Sironi                | Francia, Italia                                           |
| Resentment                     | Obraza                              | Gleb Osatinski              | Lituania, Estados Unidos                                  |
| Songs of Love and Hate         | Songs of Love and Hate              | Saurav Ghimire              | Nepal                                                     |
| Who by Fire                    | Comme le feu                        | Philippe Lesage             | Canadá, Francia                                           |